# Holstein Kiel
Kieler Sportvereinigung Holstein von 1900 e.V., mer känt som endast Holstein Kiel, är en professionell fotbollsklubb i Kiel, Tyskland, som spelar i Bundesliga. Klubben spelar sina hemmamatcher på Holstein-Stadion som har en publikkapacitet på 15 034.
Klubben vann det tyska mästerskapet 1912.

## Kända spelare
- Alexander Bernhardsson
- Andreas Köpke
- Ottmar Walter